# Horizons (Epcot)
Pour les articles homonymes, voir Horizon.
Horizons était une attraction de type parcours scénique d'Epcot à Walt Disney World Resort. Elle fut remplacée en 2003 par Mission: Space. L'attraction donnait à ses visiteurs une vision de la vie au XXIe siècle. L'attraction ouvrit le 1er octobre 1983, soit un an après l'ouverture du parc et était la première attraction de Future World dédiée au futur.
L'énorme bâtiment avait l'aspect d'un demi-cristal à section hexagonale. Par sa taille, il participait beaucoup à l'aspect d'exposition internationale de la section Future World d'EPCOT.
Elle ferma définitivement le 9 janvier 1999, six ans après la perte de son partenaire General Electric et quelques ouvertures occasionnelles. Elle fut entièrement détruite pour laisser la place à Mission: Space qui utilise aussi le thème de l'espace et du futur.
L'attraction devait être dupliquée dans le parc WestCOT en Californie mais le projet ayant été annulé, elle ne fut pas construite.

## L'attraction
Horizons commençait avec une section intitulée Retour sur l'avenir, montrant les visions du futur depuis l'époque de Jules Verne jusqu'aux années 1950. Ensuite elle proposait sur deux écrans géants Omnimax (récente innovation à l'époque) les technologies modernes et les concepts qui devaient construire le monde du futur.
Horizons était aussi la première attraction Disney proposant plusieurs fins possibles en fonction du choix des visiteurs lors du retour au FuturePort grâce à des boutons installés sur les véhicules :
- la station spatiale Brava Centauri (pour la colonisation spatiale)
- la ferme désertique de Mesa Verde (pour l'agriculture en zone aride)
- la base de recherche de Sea Castle (pour la colonisation sous-marine)

### Déroulement de l'attraction
L'entrée de l'attraction se faisait par la gauche de l'imposant bâtiment. Des posters présentant les destinations du futur et le logo du Futureport étaient visibles dans la file d'attente aux allures de couloirs creusés dans une mine de cristal émeraude. Puis les visiteurs embarquaient dans les véhicules (entrée et sortie sous les salles IMAX).
Une porte décorée de nuages marquait le début du voyage. L'attraction se découpait ensuite en plusieurs parties elle-même découpées en scènes: 
- Les visions du futur
  - Les inventeurs du Moyen Âge avec des représentations des œuvres de Léonard de Vinci
  - Jules Verne présentait la « capsule » de sa fusée lunaire.
  - S'ensuivait une vision de la lune comme dans le film de Georges Méliès, Le Voyage dans la Lune,
  - Les dessins de Albert Robida montrant sa vision de Paris au XXe siècle
  - Des décors montrent les améliorations des conditions de vie
  - Les films futuristes du début du XXe siècle
  - Neon City la ville du futur vu depuis les années 1950.
- L'OmnIMAX présentait sur deux écrans hémisphériques reliés des images des évolutions technologiques des années 1950 à 1980 : l'ADN, l'étude du soleil, l'informatique (microprocesseur et images satellites de la Terre grâce à l'imagerie numérique), les cristaux, l'exploration océanique.
- Les villes du futur
  - Nova Cite montrant un appartement complet d'une ville du futur
  - Mesa Verde une exploitation agricole dans le désert.
  - les scènes d'intérieur (cuisine avec robot, téléphone-visiophone, ...). Un aéroglisseur de cette scène a été par la suite exposé dans l'attraction Studio Tram Tour des Walt Disney Studios (fermée depuis en 2020).
  - le monde sous-marin de Sea Castle avec une scène de réparation d'un SoloSub, une scène de classe de plongée, l'industrie sous-marine
  - L'espace dans la station Brava Centauri avec le Century 3 Space Pod, le film New Frontier, le Crystal Lab (une mine de cristal) puis une scène d'anniversaire
- Enfin l'attraction proposait Le choix du futur, les visiteurs devaient choisir l'une des trois villes possibles Brava Centauri, Mesa Verde ou Sea Castle. L'image de la ville s'affichait alors sur le mur marquant la sortie de l'attraction, juste avant un champ d'étoile où figura pendant dix ans le logo de GE.

### Données techniques

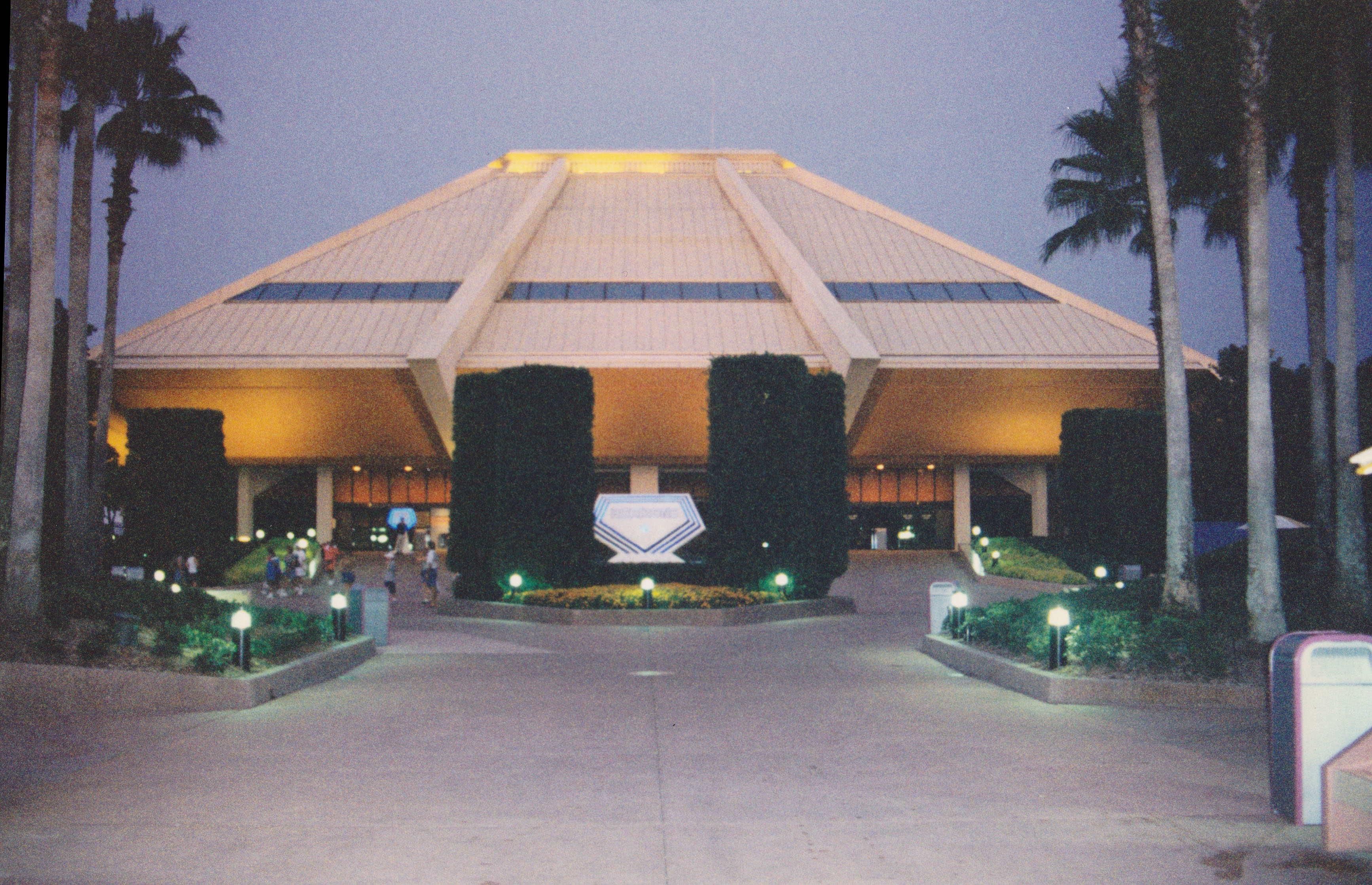
Entrée du bâtiment d'Horizons.

- Ouverture : 1er octobre 1983
- Fermeture : 9 janvier 1999
- Conception : WED Enterprises
- partenaire : General Electric (1983 à 1993)
- Bâtiment : 12 712 m2
  - Acier utilisé : 3 700 tonnes (plus que Spaceship Earth)
  - Superficie du spectacle : 3 400 m2
- Attraction :
  - Durée : 14 min 45 s (cycle complet de 15 min)
  - Débit : 2 784 visiteurs par heure
  - Capacité de file d'attente : 696 personnes
  - Longueur de l'attraction : 410,3 m
  - Audio-animatronic : 54
- Véhicules
  - Type : Omnimover
  - Nombre de véhicules : 174 (10 en stock)
  - Place par véhicule : 4
  - Intervalle entre véhicules : 4,8 s
- Film :
  - Salle Imax : 2 écrans hémisphériques de 24 m de diamètre
  - Titre : Choose Your Tomorrow
- Type d'attraction :  Parcours scénique et cinéma IMAX
- Situation : 28° 22′ 26″ N, 81° 32′ 48″ O

## L'historique
Horizons avait été nommé dans sa phase de conception Century 3 (ou Century III) pour reconnaître le troisième siècle d'existence de la nation américaine (1976-2076). Le nom fut ensuite changé en Futureprobe (sonde du future) afin d'aider les visiteurs internationaux à apprécier ou simplement comprendre la notion de Century 3. Avant la fin de la phase de conception, le nom Futureprobe fut retiré en raison de la connotation médicale du terme sonde (probe). Après plusieurs débats, les officiels de GE et Disney s'accordèrent sur le nom Horizons.
Horizons ouvrit pour le premier anniversaire du parc EPCOT le 1er octobre 1983 et était situé entre les pavillons de World of Motion et d'Universe of Energy. Le concept original de l'attraction attribué à Reginald Jones (un ancien président général de GE) et Jack Welch (autre président de GE) était de retracer la vie et l'œuvre de Thomas Edison en le mettant en parallèle avec les origines de la société General Electric. Puis ce concept fut modifié pour devenir une vision du futur des États-Unis d'Amérique, un thème qui permet de respecter le large public d'EPCOT. Le bâtiment qui accueille l'attraction Horizons a été conçu pour ressembler à un vaisseau spatial et aussi en accentuant la troisième dimension, l'aspect d'un horizon infini.
En 1989, le pavillon Wonders of Life, en forme de dôme hémisphérique, fut construit entre Universe of Energy et Horizons. Tandis que World of Motion ferma en 1996 pour se transformer en Test Track en 1999.
En 1994, l'attraction Carousel of Progress du Magic Kingdom qui présentait les changements de la vie quotidienne à travers le XXe siècle et dont Horizons était en quelque sorte une suite, retrouve sa version originale : There's a Great Big Beautiful Tomorrow aussi présente dans Horizons au travers d'une émission de télévision et écrite par les frères Sherman.
Durant les années 1990, après le retrait du partenariat de GE, certaines idées émergèrent des bureaux de Walt Disney Imagineering afin de transformer le pavillon mais en conservant le thème sur l'espace. Le bâtiment aurait donc été rénové et mis à jour. Les véhicules de type omnimover aurait semble-t-il été remplacé par des versions contrôlables par les visiteurs. (Idée reprise pour le Buzz Lightyear's Astro Blasters de Tokyo Disneyland).
L'attraction fut fermée définitivement le 9 janvier 1999 sans réelle raison officielle. Le manque de partenaire financier a sûrement dû jouer pour beaucoup mais des rumeurs font état de problème structurel dans le béton et l'acier de la construction et des fondations, en raison d'une fosse se formant sous le bâtiment[réf. nécessaire]. Le bâtiment resta inutilisé pendant un an. C'est en juillet 2000 que le bâtiment fut totalement détruit peu après l'annonce de la nouvelle attraction sponsorisée par Compaq (HP après le rachat de Compaq), Mission : Space.

### Chronologie simplifiée
- 5 août 1981 : les travaux de voirie démarrent sur le site
- janvier 1982 - la construction du pavillon commence
- 1er octobre 1983 : Horizons ouvre lors de la cérémonie du premier anniversaire d'EPCOT.
- 30 septembre 1993 : le partenariat avec General Electric arrive au terme du contrat de 10 ans
- 1994 : Horizons ferme pour une durée indéterminée.
- décembre 1995 :Horizons rouvre afin de combler le manque d'attractions lors des rénovations des autres pavillons.
- 9 janvier 1999 : Horizons ferme définitivement.
- 13 avril 2000 : début de la destruction du pavillon
- juillet 2000 : le pavillon hébergeant Horizons est totalement démoli.
- 16 août 2000 : l'espace anciennement occupé par le pavillon est totalement dégagé
- octobre 2000 : la construction de Mission : Space commence sur l'ancien site d'Horizons
- 15 août 2003 : Mission : Space est inaugurée.